# Pilar Khoury
Pilar Tony Khoury (in arabo بيلار توني خوري‎?; Ottawa, 25 agosto 1994) è una calciatrice canadese naturalizzata libanese, attaccante dello Strasburgo e della nazionale libanese.
Dopo aver giocato a giocato a livello giovanile e universitario nel paese d'origine, il Canada, nel 2016 si è trasferita in Francia, dove ha iniziato la carriera nell'Albi Marssac, nella massima divisione francese, nella stagione 2016-2017. Dal 2018 ha militato in varie squadre della seconda divisione francese: il Grenoble, il Saint-Étienne, il Nantes e lo Strasburgo. Nel 2021 ha esordito con la nazionale libanese.

## Biografia
Fu il suo nonno materno, Louis Saad, anch'egli calciatore e morto nel 2013, ad avviarla alla pratica calcistica. Pochi giorni prima di morire, Louis trasmise alla nipote la cittadinanza francese, il che facilitò l'iter per l'ingresso della ragazza nel calcio professionistico francese, avvenuto tre anni dopo.
Ha conseguito la laurea in scienze della salute con una specializzazione in psicologia ai tempi della militanza negli Ottawa Gee-Gees. Nel periodo di militanza nell'ASPTT Albi è stata studentessa.

## Caratteristiche tecniche
Impiegata inizialmente come prima punta, è divenuta un'ala durante la sua permanenza al Nantes.

## Carriera

### Club
Ha iniziato la carriera all'età di 10 anni con un club locale, gli Ottawa Gloucester Hornets, dove è rimasta per sette anni. Inizialmente difensore, è stata poi spostata nel reparto offensivo durante l'ultimo anno di militanza nel club. Trasferitasi successivamente nella squadra dell'Università di Ottawa, gli Ottawa Gee-Gees, si è affermata nella terza stagione trascorsa nella squadra, battendo due volte il record di gol stagionali dell'università e aggiudicandosi diversi titoli individuali. Concluse la sua carriera con gli Ottawa Gee-Gees come capocannoniere storico con 58 gol.
Nel 2016 si è spostata in Francia, per giocare in Division 1 Féminine nelle file dell'ASPTT Albi. Dopo la prima metà della stagione 2016-2017 trascorsa da riserva, è divenuta titolare nella seconda metà dell'annata e ha aiutato la squadra a evitare la retrocessione. La sua seconda stagione l'ha vista saltare diverse partite a causa di infortuni, con il club che è retrocesso in Division 2. Nell'estate del 2018 è approdata al Grenoble, in Division 2. Dopo un inizio non convincente, con un solo gol nella prima metà della stagione, ha realizzato 10 gol nelle 10 partite successive, oltre a 3 reti in 4 partite in Coppa di Francia.
Nel 2019 è stata ingaggiata dal Saint-Étienne, club secondo classificata in campionato nella stagione precedente. Nel 2019-2020 ha realizzato 6 gol in 11 partite di campionato, oltre a un gol nella sua unica apparizione in Coppa di Francia. Nel 2020-2021 ha realizzato 4 gol in altrettante partite, prima che la stagione venisse annullata per la pandemia di COVID-19. Ha concluso il suo biennio al Saint- Étienne con 11 gol in 18 presenze in tutte le competizioni.
Nel 2021 si è accasata al Nantes, con cui ha debuttato il 5 settembre dello stesso anno, nella vittoria per 3-0 contro il Lens. Il suo primo gol è giunto il 10 ottobre seguente, nella vittoria per 3-0 contro l'Orléans. Ha terminato la stagione 2021-2022 con 6 gol in 20 partite di campionato, mancando di un punto, con le compagne, la promozione in Division 1. Nella stessa annata ha messo a segno un gol in 5 partite in Coppa di Francia, aiutando la squadra a raggiungere le semifinali.

### Nazionale
Nata in Canada, è di origini libanesi. Ha dichiarato la propria preferenza per la nazionale libanese a scapito di quella canadese, affermando di sognare di rappresentare il Libano a livello internazionale fin dalla giovane età.
La sua prima convocazione per il Libano data all'aprile 2021, in vista di un torneo amichevole in Armenia. Riguardo alla sua prima convocazione, la calciatrice ha dichiarato: "Trovo difficile esprimere quanto significhi per me rappresentare il paese dei miei genitori dopo tutti i sacrifici che hanno fatto per la mia carriera calcistica". Tuttavia, essendo risultata positiva al COVID-19, non ha potuto compiere la trasferta. Ha, poi, esordito in nazionale il 21 ottobre dello stesso anno, aiutando il Libano a battere gli Emirati Arabi Uniti per 1-0 nelle qualificazioni alla Coppa d'Asia del 2022. Convocata per il campionato dell'Asia occidentale del 2022, ha contribuito al secondo posto raggiunto dal Libano nella manifestazione, segnando un gol contro la Siria il 4 settembre.

## Statistiche

### Presenze e reti nei club
Statistiche aggiornate al 27 aprile 2025.
| Stagione             | Squadra              | Campionato           | Campionato | Campionato | Coppe nazionali | Coppe nazionali | Coppe nazionali | Coppe continentali | Coppe continentali | Coppe continentali | Altre coppe | Altre coppe | Altre coppe | Totale | Totale |
| Stagione             | Squadra              | Comp                 | Pres       | Reti       | Comp            | Pres            | Reti            | Comp               | Pres               | Reti               | Comp        | Pres        | Reti        | Pres   | Reti   |
| -------------------- | -------------------- | -------------------- | ---------- | ---------- | --------------- | --------------- | --------------- | ------------------ | ------------------ | ------------------ | ----------- | ----------- | ----------- | ------ | ------ |
| 2016-2017            | ASPTT Albi           | D1                   | 15         | 2          | CF              | 1               | 0               | -                  | -                  | -                  | -           | -           | -           | 16     | 2      |
| 2017-2018            | ASPTT Albi           | D1                   | 16         | 1          | CF              | 1               | 1               | -                  | -                  | -                  | -           | -           | -           | 17     | 2      |
| Totale ASPTT Albi    | Totale ASPTT Albi    | Totale ASPTT Albi    | 31         | 3          | -               | 2               | 1               | -                  | -                  | -                  | -           | -           | -           | 33     | 4      |
| 2018-2019            | Grenoble             | D2                   | 22         | 11         | CF              | 4               | 2               | -                  | -                  | -                  | -           | -           | -           | 26     | 13     |
| 2019-2020            | Saint-Étienne        | D2                   | 13         | 6          | CF              | 1               | 1               | -                  | -                  | -                  | -           | -           | -           | 14     | 7      |
| 2020-2021            | Saint-Étienne        | D2                   | 4          | 4          | CF              | -               | -               | -                  | -                  | -                  | -           | -           | -           | 4      | 4      |
| Totale Saint-Étienne | Totale Saint-Étienne | Totale Saint-Étienne | 17         | 10         | -               | 1               | 1               | -                  | -                  | -                  | -           | -           | -           | 18     | 11     |
| 2021-2022            | Nantes               | D2                   | 20         | 6          | CF              | 5               | 1               | -                  | -                  | -                  | -           | -           | -           | 25     | 7      |
| 2022-2023            | Nantes               | D2                   | 18         | 5          | CF              | 3               | 2               | -                  | -                  | -                  | -           | -           | -           | 21     | 7      |
| Totale Nantes        | Totale Nantes        | Totale Nantes        | 38         | 11         | -               | 8               | 3               | -                  | -                  | -                  | -           | -           | -           | 46     | 14     |
| 2023-2024            | Strasburgo           | D2                   | 19         | 4          | CF              | 2               | 0               | -                  | -                  | -                  | -           | -           | -           | 21     | 4      |
| 2024-2025            | Strasburgo           | PL                   | 11         | 0          | CF              | 2               | 2               | -                  | -                  | -                  | -           | -           | -           | 13     | 2      |
| Totale Strasburgo    | Totale Strasburgo    | Totale Strasburgo    | 30         | 4          | -               | 4               | 2               | -                  | -                  | -                  | -           | -           | -           | 34     | 6      |
| Totale carriera      | Totale carriera      | Totale carriera      | 138        | 39         | -               | 19              | 9               | -                  | -                  | -                  | -           | -           | -           | 157    | 48     |

### Cronologia presenze e reti in nazionale
| Cronologia completa delle presenze e delle reti in nazionale ― Libano | Cronologia completa delle presenze e delle reti in nazionale ― Libano | Cronologia completa delle presenze e delle reti in nazionale ― Libano | Cronologia completa delle presenze e delle reti in nazionale ― Libano | Cronologia completa delle presenze e delle reti in nazionale ― Libano | Cronologia completa delle presenze e delle reti in nazionale ― Libano | Cronologia completa delle presenze e delle reti in nazionale ― Libano | Cronologia completa delle presenze e delle reti in nazionale ― Libano |
| Data                                                                  | Città                                                                 | In casa                                                               | Risultato                                                             | Ospiti                                                                | Competizione                                                          | Reti                                                                  | Note                                                                  |
| --------------------------------------------------------------------- | --------------------------------------------------------------------- | --------------------------------------------------------------------- | --------------------------------------------------------------------- | --------------------------------------------------------------------- | --------------------------------------------------------------------- | --------------------------------------------------------------------- | --------------------------------------------------------------------- |
| 21-10-2021                                                            | Biškek                                                                | Libano                                                                | 1 – 0                                                                 | Emirati Arabi Uniti                                                   | Qual. Coppa d'Asia 2022                                               | -                                                                     | 46’                                                                   |
| 1-9-2022                                                              | Amman                                                                 | Libano                                                                | 1 – 2                                                                 | Giordania                                                             | Campionato Asia occ. 2022                                             | -                                                                     |                                                                       |
| 4-9-2022                                                              | Amman                                                                 | Libano                                                                | 5 – 2                                                                 | Siria                                                                 | Campionato Asia occ. 2022                                             | 1                                                                     |                                                                       |
| Totale                                                                |                                                                       | Presenze                                                              | 3                                                                     |                                                                       | Reti                                                                  | 1                                                                     |                                                                       |

## Palmarès

### Club
- Campionato francese di seconda divisione: 1

Strasburgo: 2023-2024